# 史提夫·巴頓
史提夫·巴頓（英語：Jack Stephen "Steve" Burton，1970年6月28日—）是美國的一位演員。他最著名的作品是在大醫院中飾演Jason Morgan角色。此外他也擔任一些動畫的配音演員。